# Chugworth Academy
Chugworth Academy war ein von 19. Juni 2000  bis 2007 von Dave Cheung herausgegebener englischsprachiger Webcomic. Gelegentlich wird er auch Chugworth Academy 2 genannt, da im Zuge eines Relaunch am 21. Mai 2003 das gesamte Archiv verloren ging. Nachdem Cheungs Webseiten etwa seit Juni 2007 offline waren, wurden seit dem 17. September 2007 wieder für kurze Zeit Strips veröffentlicht. Mit dem 28. September 2007 endete die Veröffentlichung endgültig.

## Inhalt
Die Handlung dreht sich um das Leben von vier Teenagern, von denen zwei auf die Elite-Schule Chugworth Academy gehen. Der Grundstil des Comics hat eine, teils hintergründige, sexuelle Ausrichtung und ging mitunter stark in Richtung Fanservice.
Das Comic richtet sich an ein erwachsenes Publikum. So stand auf der Startseite des Internetauftritts folgender, hier ins Deutsche übersetzte, Text: „Dieser Comic ist nicht für Kinder und Menschen mit hohen moralischen Werten geeignet. Es enthält manchmal sinnlose Gewalt und sexuelle Anspielungen, sowie derbe Ausdrücke. Solltest du damit ein Problem haben, tue mir einen Gefallen und gehe wieder, aber beschwere dich hinterher nicht bei mir. Wenn du damit kein Problem, und Spaß an Cartoon-Teenagern hast, die dummes Zeug machen, klicke auf Enter, um die Seite zu betreten.“

## Gedruckte Ausgaben
Im Jahre 2004 wurde ein Buch mit dem Titel Chugworth Academy: All Aboard the Mentalist Train veröffentlicht, welches mittlerweile allerdings weder im Chugworth-Academy-Store, noch über „LuLu“, einen Selbstverleger, zu bekommen ist.
Seven Seas Entertainment veröffentlichte am 3. Juli 2006 eine zweite Ausgabe des Buches, welche sich allerdings in der Größe, der Anzahl der Comics, und dem hinzugefügten Exklusivmaterial von der Erstausgabe unterscheidet.